# شارل روکسل

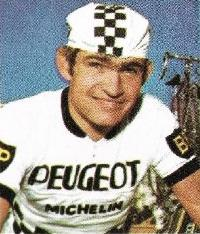
شارل روکسل در سال ۱۹۷۲

شارل روکسل (فرانسوی: Charles Rouxel‎؛ زادهٔ ۶ آوریل ۱۹۴۸) دوچرخه‌سوار اهل فرانسه است.